# Academic Press
Academic Press (Londres, Oxford, Boston, Nueva York y San Diego) es una editorial de libros académicos que forma parte de la compañía editorial Elsevier.
Academic Press publica libros de referencia, además de productos en línea, sobre biología, física, psicología, economía, finanzas, neurociencia, ingeniería ambiental, ingeniería en telecomunicaciones, ingeniería alimentaria y nutrición.
Entre sus productos mejor conocidos se encuentran la serie de publicaciones científicas Methods in Enzymology, además de enciclopedias tales como The International Encyclopedia of Public Health y la Encyclopedia of Neuroscience.